# Barrage Sidi Abdellah
Barrage Sidi Abdellah est un barrage situé dans la commune de Tamaloukt sur Oued Ouaar dans la province de Taroudant, d'une capacité de stockage de 10,4 millions de mètres cubes.
Ce barrage contribue au renforcement des infrastructures hydrauliques du bassin du Souss afin de suivre le rythme économique et croissance sociale dans la région.
Le barrage Sidi Abdellah a permis de contribuer à améliorer l'approvisionnement de la ville de Taroudant et des centres ruraux voisins en eau potable et eau industrielle
Il a également permis d'irriguer environ 1500 hectares de terres agricoles, et il a également d'autres rôles, comme la protection contre les inondations.
Sur le plan social, le projet du barrage a permis la création de plus de 350 000 jours d’emplois associés à la réalisation du barrage et a permis, également, le désenclavement de la population locale grâce à la réalisation d’un tronçon de route de 5 km de longueur.
Le barrage Sidi Abdellah est situé sur l’oued El Ouaar, à 25 km au nord de la ville de Taroudant. C’est un barrage poids en béton compacté au rouleau (BCR) de 63 m de hauteur sur fondation, d’une longueur en crête de 370 m et un volume de 500 000 m3 de BCR. Le coût global du projet s’élève à 700 millions de dirhams,.

## Histoire
L'achèvement du barrage de Sidi Abdallah a commencé en 2010, pour un coût total de 700 millions de dirhams.
Il était prévu d'achever les travaux de construction et de remettre le projet en 2014, mais les difficultés financières de l'entreprise chargée de la construction de ce barrage l'ont empêché.
Le ministère de l'Équipement, des Transports, de la Logistique et de l'Eau a été contraint de résilier le contrat avec l'entreprise, d'engager la procédure de liquidation judiciaire et d'ouvrir un appel d'offres pour qu'une autre entreprise achève les travaux, ce qui a nécessité longtemps, ce qui a causé le retard dans la construction de ce barrage.
En 2020, dans le cadre du programme de mise en eau des barrages en cours de réalisation, les pertuis de la dérivation provisoire du barrage Sidi Abdellah ont été fermés en fin octobre 2020 pour opérer la mise en eau du barrage.
En novembre 2023, le remplissage du barrage est en cours et a atteint 1/9e de la capacité du réservoir